# رامون كاسيريس
رامون كاسيريس (بالإسبانية: Ramón Cáceres)‏ (و. 1866 – 1911 م) هو سياسي من جمهورية الدومينيكان .